# Dan Gurney
Daniel Sexton Gurney (Port Jefferson, Nueva York, 13 de abril de 1931-Newport Beach, California, 14 de enero de 2018) fue un ingeniero y piloto de automovilismo estadounidense, una de las figuras más importantes en la historia del automovilismo estadounidense.
Se destacó como piloto en la década de 1960, y fue además fundador y dueño del equipo y fabricante de automóviles All American Racers. Junto con Mario Andretti y Juan Pablo Montoya, Gurney es uno de los tres pilotos en ganar carreras de Fórmula 1, la NASCAR Cup Series y la USAC.

## Trayectoria

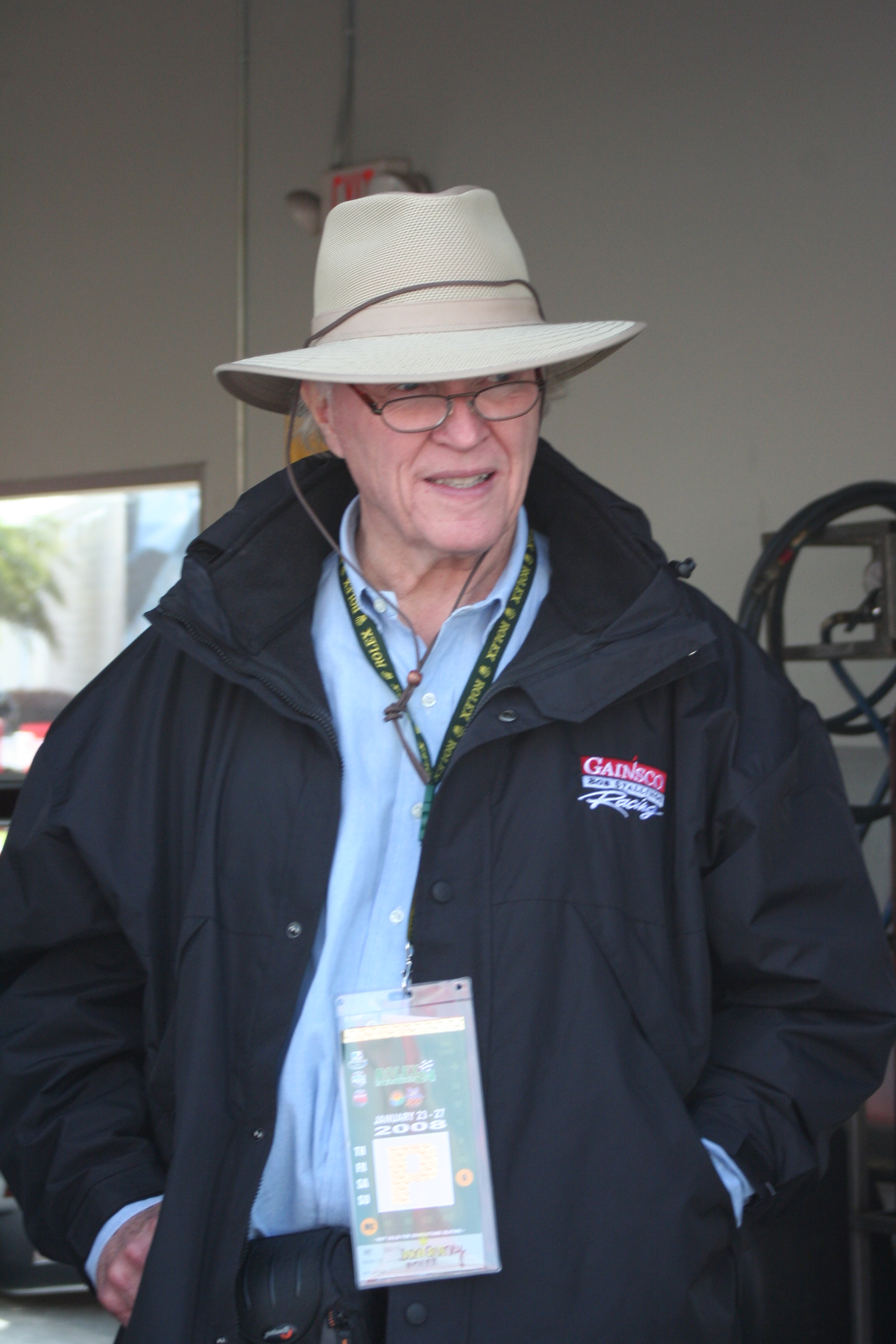
Gurney en las 24 Horas de Daytona de 2008.

Aunque nació en Port Jefferson, Nueva York, Gurney se mudó a California cuando era un adolescente.
Sin contar las 500 Millas de Indianápolis de 1950 a 1960, es el segundo piloto estadounidense con más victorias en Fórmula 1 con cuatro, por detrás de Mario Andretti, y empata con él como el estadounidense con más podios con 19. Resultó cuarto en el campeonato 1961 y 1965 y quinto en 1962 y 1963, pilotando para Ferrari, Porsche, Brabham y Eagle, entre otros.
Arribó segundo en las 500 Millas de Indianápolis de 1968 y 1969, y tercero en 1970, sin ganar en ninguna de sus nueve actuaciones. En el Campeonato Nacional del USAC logró siete victorias y 16 podios, resultando cuarto en el campeonato 1969 y séptimo en 1968.
También compitió en 16 carreras de la NASCAR Cup Series, triunfando en cinco de ellas, todas salvo una en el circuito mixto de Riverside.
En cuanto a automóviles deportivos, Gurney ganó junto a A. J. Foyt las 24 Horas de Le Mans de 1967, las 12 Horas de Sebring de 1959 junto a Chuck Daigh, así como carreras de la CanAm y la Trans-Am. Precisamente en su triunfo de la 24 Horas de Le Mans, Gurney inició la tradición de que los ganadores bañen con champán en los podios de automovilismo y otras disciplinas del deporte.
Durante el GP de Alemania de 1968 Gurney utiliza por primera vez en la Fórmula 1 un casco integral que le cubría el rostro lo que lo convierte en el primer piloto en hacerlo en las carreras de Gran Premio.
Gurney se retiró como piloto al finalizar la temporada 1970, tras lo cual se dedicó a trabajar como dueño de All American Racers. En 1978, Gurney escribió la "carta blanca" en la que proponía que los equipos tuvieran mayor poder en el Campeonato Nacional del USAC. Luego formó parte del grupo de dueños de equipos que fundó la CART.
Falleció el 14 de enero de 2018 a consecuencia de una neumonía.

## Resultados

### Fórmula 1
| Año     | Escudería                      | 1       | 2       | 3       | 4       | 5       | 6       | 7       | 8       | 9       | 10      | 11      | 12      | 13  | Pos. | Puntos |
| ------- | ------------------------------ | ------- | ------- | ------- | ------- | ------- | ------- | ------- | ------- | ------- | ------- | ------- | ------- | --- | ---- | ------ |
| 1959    | Scuderia Ferrari               | MON     | 500     | NED     | FRA Ret | GBR     | GER 2   | POR 3   | ITA 4   | USA     |         |         |         |     | 7.°  | 13     |
| 1960    | Owen Racing Organisation       | ARG     | MON NC  | 500     | NED Ret | BEL Ret | FRA Ret | GBR 10  | POR Ret | ITA     | USA Ret |         |         |     | NC   | 0      |
| 1961    | Porsche System Engineering     | MON 5   | NED 10  | BEL 6   | FRA 2   | GBR 7   | GER 7   | ITA 2   | USA 2   |         |         |         |         |     | 4.°  | 21     |
| 1962    | Porsche System Engineering     | NED Ret | MON Ret |         | FRA 1   | GBR 9   | GER 3   | ITA Ret | USA 5   | RSA     |         |         |         |     | 5.°  | 15     |
| 1962    | Autosport Team Wolfgang Seidel |         |         | BEL DNS |         |         |         |         |         |         |         |         |         |     | 5.°  | 15     |
| 1963    | Brabham Racing Organisation    | MON Ret | BEL 3   | NED 2   | FRA 5   | GBR Ret | GER Ret | ITA 14  | USA Ret | MEX 6   | RSA 2   |         |         |     | 5.°  | 19     |
| 1964    | Brabham Racing Organisation    | MON Ret | NED Ret | BEL 6   | FRA 1   | GBR 13  | GER 10  | AUT Ret | ITA 10  | USA Ret | MEX 1   |         |         |     | 6.°  | 19     |
| 1965    | Brabham Racing Organisation    | RSA Ret | MON     | BEL 10  | FRA Ret | GBR 6   | NED 3   | GER 3   | ITA 3   | USA 2   | MEX 2   |         |         |     | 4.°  | 25     |
| 1966    | Anglo American Racers          | MON     | BEL NC  | FRA 5   | GBR Ret | NED Ret | GER 7   | ITA Ret | USA Ret | MEX 5   |         |         |         |     | 12.° | 4      |
| 1967    | Anglo American Racers          | RSA Ret | MON Ret | NED Ret | BEL 1   | FRA Ret | GBR Ret | GER Ret | CAN 3   | ITA Ret | USA Ret | MEX Ret |         |     | 8.°  | 13     |
| 1968    | Anglo American Racers          | RSA Ret | ESP     | MON Ret | BEL     |         | FRA     | GBR Ret | GER 9   | ITA Ret | CAN Ret | USA 4   | MEX Ret |     | 21.° | 3      |
| 1968    | Brabham Racing Organisation    |         |         |         |         | NED Ret |         |         |         |         |         |         |         |     | 21.° | 3      |
| 1970    | Bruce McLaren Motor Racing     | RSA     | ESP     | MON     | BEL     | NED Ret | FRA 6   | GBR Ret | GER     | AUT     | ITA     | CAN     | USA     | MEX | 24.° | 1      |
| Fuente: |                                |         |         |         |         |         |         |         |         |         |         |         |         |     |      |        |